# Elisa von der Recke
Elisabeth Charlotte Constanzia von der Recke, née le 20 mai 1754 à Schönberg (Šēnberga) dans le duché de Courlande (aujourd'hui Skaistkalne, municipalité de Vecumnieki en Lettonie) et morte le 13 avril 1833 à Dresde en Saxe, est une écrivaine et poétesse germano-balte.

## Biographie
Issue de la noble famille von Medem, elle est la fille de Johann Friedrich von Medem (1722-1785), comte du Saint-Empire (Reichsgraf), et de sa première épouse Louise Dorothea von Korff. Après la mort de sa mère en 1758, Elisa reçoit une éducation succincte chez sa grand-mère qui lui interdit de lire des livres. Après le remariage de son père, elle revient auprès de lui où sa marâtre Agnes Elisabeth von Brucken (1718-1784) lui donne une bonne éducation générale.

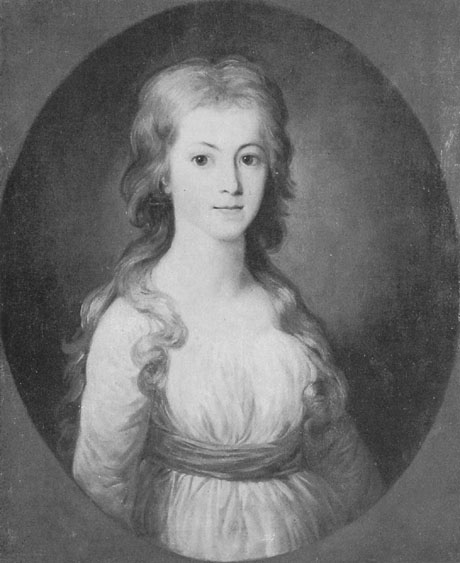
La jeune Elisa von der Recke, portrait réalisé par Johann Heinrich Wilhelm Tischbein (vers 1775).

En 1771, elle épouse par intérêt le chambellan Georg Magnus von der Recke (1739-1795), seigneur de Neuenburg (Jaunpils). Ce mariage blanc est rompu en 1781, sans enfant. Elle travaille dans la diplomatie auprès de sa demi-sœur Dorothée von Medem (1761-1821), duchesse de Courlande par son mariage avec Pierre von Biron. En 1787, elle publie le récit du séjour de Cagliostro à Mitau (Jelgava) qu'elle a rencontré en 1779. Elle y règle ouvertement et sans ménagements ses comptes avec celui qui n'a cessé de lui faire des avances. L'écriture la rendit célèbre ; la tzarine Catherine II de Russie lui attribue une pension à vie, ce qui la rend indépendante financièrement.
Tout au long de sa vie, elle voyage en Europe pour rencontrer des intellectuels : Nicolai, Klopstock, Gleim, Claudius, Basedow, Carl Philipp Emanuel Bach, Graff, Tischbein, Kant, Hamann, le comédien Schröder, Goethe, Schiller... Elle entretient des correspondances avec eux. Elle a aussi de nombreuses relations amicales avec la noblesse favorable à l'esprit des Lumières comme les princes d'Anhalt-Dessau, les Augustenbourg et la maison de Stolberg, et elle fréquente les cours royales de Berlin et de Varsovie.
En 1798, elle s'installe à Dresde et en 1804 avec son ami Christoph August Tiedge (1752-1841). Elle se lie avec la famille Körner, dont elle reçoit le soutien de Theodor, Anton Graff, August Gottlieb Meißner et plein d'autres contemporains en Allemagne, en Pologne et dans les pays baltes. Lors de réunions, elle chante dans une chorale des hymnes de Johann Gottlieb Naumann.
Elisa von der Recke a treize filles adoptives. Elle est enterrée à Dresde à côté de son compagnon Christoph August Tiedge.

## Œuvre
L'œuvre d'Elisa von der Recke comprend principalement des poèmes marqués par le piétisme et l'Empfindsamkeit, des journaux et des mémoires. Voici une sélection :
- Nachricht von des berüchtigten Cagliostro Aufenthalt in Mitau im Jahre 1779 und dessen magischen Operationen, (Berlin 1787, Numérisation).
- Johann Lorenz Blessig (dir.): Leben des Grafen Johann Friedrich von Medem nebst seinem Briefwechsel hauptsächlich mit der Frau Kammerherrinn von der Recke, seiner Schwester, 1792 (Digitalisat)
- Familien=Scenen oder Entwickelungen auf dem Masquenballe, um 1794, 1826 publiziert (Digitalisat)
- Über Naumann, den guten Menschen und großen Künstler, Artikel im Neuen Deutschen Merkur, 1803